# Mariella Valentini
Pour les articles homonymes, voir Valentini.
Mariella Valentini, née le 23 juin 1959 à Milan dans la région de la Lombardie en Italie, est une actrice italienne.

## Biographie
Mariella Valentini naît à Milan en 1959. Elle suit les cours de l'Accademia dei Filodrammatici et intègre la compagnie théâtrale Quelli del Grock dirigée par Maurizio Nichetti.
Elle débute au cinéma en 1983 dans le drame Come dire... de Gianluca Fumagalli (it). Après quelques rôles de figuration, elle se fait remarquer en 1989 en incarnant une journaliste dans la comédie Palombella rossa de Nanni Moretti, rôle qui lui vaut une nomination au David di Donatello et au Ciak d'oro de la meilleure actrice dans un second rôle.
L'année suivante, elle est à nouveau nommée à ses deux prix pour sa performance dans le film d’animation comique L'Amour avec des gants (Volere volare) de Maurizio Nichetti. Elle tient également le premier rôle de la comédie Quattro figli unici de Fulvio Wetzl (it). En 1992, elle incarne une diva embarquée dans un tournage particulier sur l'île d'Elbe dans la comédie Vietato ai minori de Maurizio Ponzi.
En 1994, elle donne la réplique à Margherita Buy et Alessandro Haber dans la comédie Prestazione straordinaria de Sergio Rubini et prend part à la comédie noire Strane storie - Racconti di fine secolo de Sandro Baldoni.
En 1997, elle retrouve Baldoni dans une nouvelle comédie noire, Consigli per gli acquisti, avec Ennio Fantastichini, Ivano Marescotti, Carlo Croccolo et Barbara Cupisti pour partenaires.
En 2004, elle intègre le casting de la série télévisée Vivere et y reste jusqu'à sa fin en 2008.
En 2007, elle joue dans le film biographique Piano, Solo de Riccardo Milani consacré au pianiste Luca Flores (it).

## Filmographie

### Au cinéma
- 1983 : Come dire... de Gianluca Fumagalli (it)
- 1985 : La messe est finie (La messa è finita) de Nanni Moretti
- 1985 : Polsi sottili de Giancarlo Soldi
- 1987 : A fior di pelle de Gianluca Fumagalli (it)
- 1987 : Non date da mangiare agli animali de Davide Ferrario (court-métrage)
- 1989 : Maya de Marcello Avallone
- 1989 : Palombella rossa de Nanni Moretti
- 1989 : Io Peter Pan d'Enzo De Caro (it)
- 1989 : Il gioco delle ombre de Stefano Gabrini
- 1990 : Tracce di vita amorosa de Peter Del Monte
- 1991 : L'Amour avec des gants (Volere volare) de Maurizio Nichetti
- 1991 : Quattro figli unici de Fulvio Wetzl (it)
- 1992 : Vietato ai minori de Maurizio Ponzi
- 1992 : Per non dimenticare de Massimo Martelli (it)
- 1994 : Anime fiammeggianti de Davide Ferrario
- 1994 : Strane storie - Racconti di fine secolo de Sandro Baldoni
- 1994 : Prestazione straordinaria de Sergio Rubini
- 1994 : Italian Village de Giancarlo Planta
- 1995 : Secret d'État (Segreto di stato) de Giuseppe Ferrara
- 1996 : Mon capitaine, un homme d'honneur (Marciando nel buio) de Massimo Spano (it)
- 1996 : La grande quercia de Paolo Bianchini
- 1997 : Fiabe metropolitane d'Egidio Eronico
- 1997 : Porzûs de Renzo Martinelli
- 1997 : Consigli per gli acquisti de Sandro Baldoni
- 2001 : Gasoline (Benzina) de Monica Strambini
- 2001 : Quore de Federica Pontremoli
- 2004 : Volevo solo dormirle addosso d'Eugenio Cappuccio (it)
- 2004 : In questo mondo di ladri de Carlo Vanzina
- 2005 : Le Tigre et la Neige (La tigre e la neve) de Roberto Benigni
- 2005 : Plus jamais comme avant (Mai + come prima) de Giacomo Campiotti
- 2006 : Baciami piccina de Roberto Cimpanelli
- 2006 : Look right look left de Sandro Baldoni
- 2007 : Italian Dream de Sandro Baldoni
- 2007 : Piano, solo de Riccardo Milani
- 2009 : Questo piccolo grande amore de Riccardo Donna (it)

### À la télévision

#### Séries télévisées
- 1985 : Olga e i suoi figli de Salvatore Nocita
- 1986 : La vallée des peupliers (La valle dei pioppi) de Mario Caiano
- 1997 : Il mastino d'Ugo Fabrizio Giordani (it), un épisode
- 1999 : Baldini e Simoni de Stefano Sarcinelli et Ranuccio Sodi
- 2001 : La squadra
- 2001 : Cinecittà d'Alberto Manni (de)
- 2004 : Un sacré détective (Don Matteo), un épisode
- 2004 – 2008 : Vivere
- 2004 : Diritto di difesa, un épisode
- 2007 : Medicina generale, un épisode
- 2009 : Le segretarie del sesto, regia di Angelo Longoni
- 2009 : Un sacré détective (Don Matteo), un épisode
- 2009 : Les Spécialistes : Rome (R.I.S. Roma - Delitti imperfetti), un épisode
- 2011 : Fuoriclasse de Riccardo Donna (it)
- 2011 : Nero Wolfe de Riccardo Donna (it)
- 2013 : Un matrinomio de Pupi Avati
- 2015 : 1992 de Giuseppe Gagliardi (it)
- 2015 : Squadra criminale (Non uccidere) de Giuseppe Gagliardi (it), un épisode
- 2016 : Io ci sono - La mia storia di non amore de Luciano Manuzzi

#### Téléfilms
- 1985 : Una bella domenica di settembre de Carlo Battistoni
- 1995 : L'ultimo concerto de Francesco Laudadio
- 1996 : Mamma mi si è depresso papà de Paolo Poeti (it)
- 1998 : Da cosa nasce cosa d'Andrea Manni
- 2001 : Una vita sottile de Gianfranco Albano
- 2007 : Il segreto di Arianna de Gianni Lepre (it)
- 2013 : I delitti del BarLume - La carta più alta d'Eugenio Cappuccio (it)
- 2013 : Il bambino cattivo de Pupi Avati

## Prix et distinctions notables
- Nomination au David di Donatello de la meilleure actrice dans un second rôle en 1990 pour Palombella rossa.
- Nomination au Ciak d'oro de la meilleure actrice dans un second rôle en 1990 pour Palombella rossa.
- Nomination au David di Donatello de la meilleure actrice dans un second rôle en 1991 pour L'Amour avec des gants (Volere volare).
- Nomination au Ciak d'oro de la meilleure actrice dans un second rôle en 1991 pour L'Amour avec des gants (Volere volare).
- Nomination au Ciak d'oro de la meilleure actrice dans un second rôle en 1995 pour Strane storie - Racconti di fine secolo.